# Plumeau

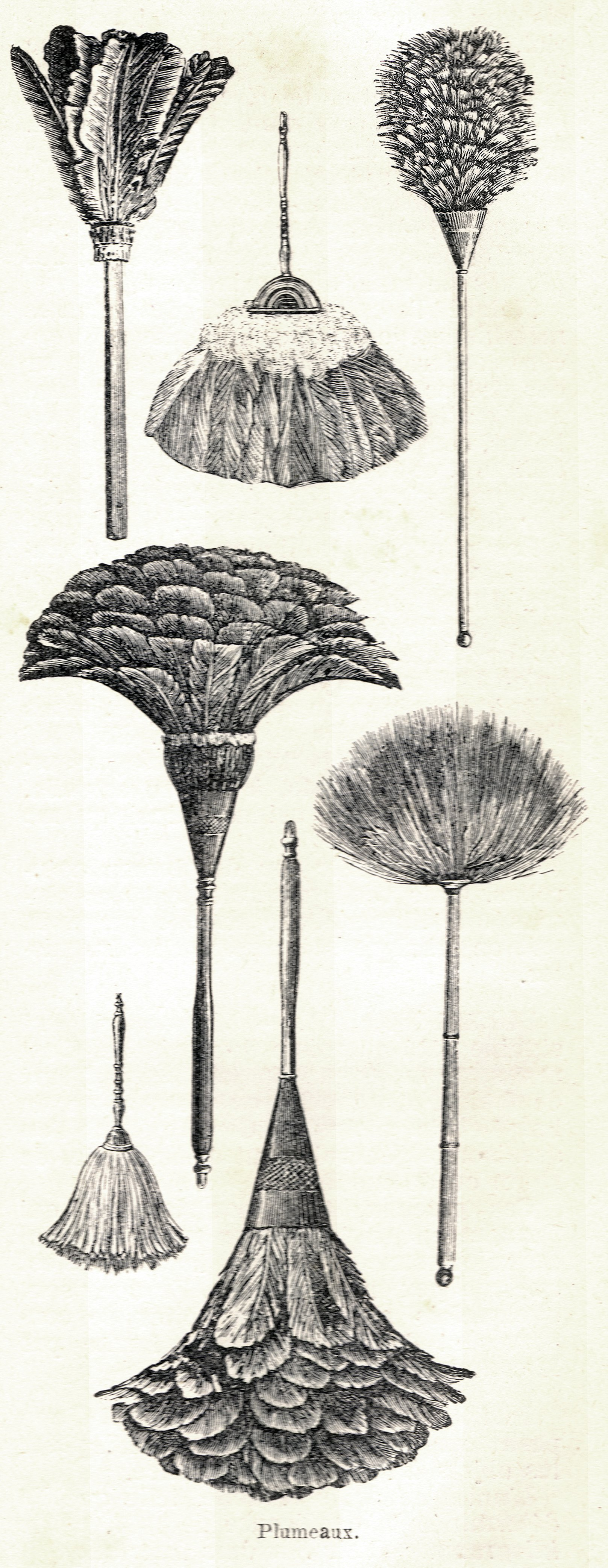
Diverse plumeaus van veren

Een plumeau of vederborstel is een simpel huishoudelijk hulpmiddel om meubels en voorwerpen af te stoffen. 
Het bestaat uit een steel, met aan het uiteinde een verenpluim of een pluim of zeer zachte borstel van synthetisch materiaal. Door middel van statische elektriciteit houdt de plumeau de stofdeeltjes vast. Moderne plumeaus hebben soms een telescopische steel. 
Na het afstoffen moet dit stof uit de plumeau verwijderd worden door hem uit te kloppen. 
Door de flexibele pluim kan men met een plumeau zonder problemen grillig gevormde voorwerpen afstoffen. De pluim kan gemakkelijk langs allerlei randjes, stangetjes of takjes bewogen worden. Bij dergelijke voorwerpen werkt een plumeau sneller dan een stofdoek, die langs elke randje apart bewogen moet worden. Met een stofdoek kan men het overigens wel grondiger verwijderen, doordat een stofdoek met meer kracht over een stoffig oppervlak kan worden bewogen. 

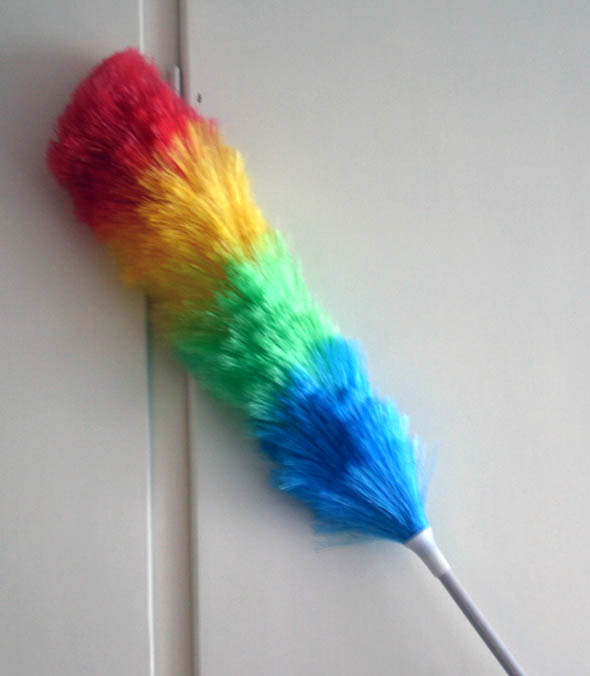
Een plumeau met een pluim van kunststof vezels

Door de zachtheid van de pluim is de plumeau ook zeer geschikt om breekbare vazen en glazen voorwerpen vluchtig af te stoffen. 
Het lage gewicht en de steel maken het ook mogelijk stof te verwijderen van lampen en andere voorwerpen die zich bij het plafond bevinden. 
Voor het verwijderen van spinrag is een ragebol meer geschikt. 